# Michael Morales
Michael Morales Hurtado (Pasaje, El Oro; 24 de junio de 1999) es un artista marcial mixto ecuatoriano que actualmente compite en la división de peso wélter de Ultimate Fighting Championship (UFC). Desde el 20 de mayo de 2025, está en la posición #7 del ranking de peso wélter de UFC.

## Primeros años
Michael Morales nació en 1999 en Pasaje, Provincia de El Oro, Ecuador. Hijo de judocas, disciplina que práctica desde los cinco años de edad, donde su madre fue su primera entrenadora. A los 10 años cambió el judo por la lucha donde ganó varios torneos juveniles. A los 14 años su padre lo llevó a la academia de Víctor Vallejo en Machala, donde empezó a practicar las artes marciales mixtas.

## Carrera de artes marciales mixtas

### Carrera temprana
Mientras se enfocaba de llenó en la MMA, compaginaba un trabajo en una fábrica de botes navales.
En 2021 empieza su viaje por México, llega a Tijuana para entrenar en Entram Gym. El 29 de marzo de 2021 firma un contrato con Ultimate Warrior Challenge México (UWC).

### Dana White's Contender Series
El 21 de septiembre de 2021 Morales se enfrentó a Nikolay Veretennikov por un contrato de UFC en Dana White's Contender Series: Temporada 5, Semana 4. Morales se ganó el contrato venciendo a Veretennikov por decisión unánime.

### Ultimate Fighting Championship
Morales debutó en UFC el 22 de enero de 2022, en UFC 270, enfrentándose a Trevin Giles. Ganó la pelea por TKO en el primer asalto.
Morales estaba programado para enfrentarse a Ramiz Brahimaj en UFC 277 El 30 de julio de 2022. Sin embargo, Brahimaj se vio obligado a abandonar el evento a mediados de julio debido a una lesión no revelada. Fue reemplazado por Adam Fugitt.  Ganó la pelea por TKO en el tercer asalto.
Morales estaba programado para enfrentar a Rinat Fakhretdinov el 17 de diciembre de 2022, en UFC Fight Night: Cannonier vs. Strickland. Sin embargo, Morales se retiró debido a una fractura en un dedo del pie.
Morales enfrentó a Max Griffin el 1 de julio de 2023, en UFC on ESPN 48. Ganó la pelea por decisión unánime.
Morales enfrentó a Jake Matthews el 18 de noviembre de 2023, en UFC Fight Night 232. Ganó la pelea por decisión unánime.
Morales enfrentó a Neil Magny el 24 de agosto de 2024, en UFC on ESPN 62. Ganó la pelea por TKO en el primer asalto. Esta victoria lo hizo merecedor de su primer premio de Actuación de la Noche.

## Campeonatos y logros

### Artes marciales mixtas
- Oro Fighting Championship
  - Campeonato de Peso Wélter de OFC (Una vez)
- Extreme MMA Enterprises
  - Campeonato de Peso Wélte de EMMA (Una vez)

- Ultimate Fighting Championship
  - Actuación de la Noche (Una vez) vs. Neil Magny

## Récord en artes marciales mixtas
| Récord profesional | Récord profesional | Récord profesional |
| 18 peleas          | 18 victorias       | 0 derrotas         |
| ------------------ | ------------------ | ------------------ |
| Nocaut             | 13                 | 0                  |
| Sumisión           | 1                  | 0                  |
| Decisión           | 4                  | 0                  |

| Resultado | Récord | Oponente                 | Método               | Evento                                 | Fecha                    | Ronda | Tiempo | Localización        | Notas                  |
| --------- | ------ | ------------------------ | -------------------- | -------------------------------------- | ------------------------ | ----- | ------ | ------------------- | ---------------------- |
| Victoria  | 18–0   | Gilbert Burns            | TKO (golpes)         | UFC Fight Night: Burns vs. Morales     | 17 de mayo de 2025       | 1     | 3:39   | Las Vegas, Nevada   | Actuación de la Noche. |
| Victoria  | 17–0   | Neil Magny               | TKO (golpes)         | UFC on ESPN: Cannonier vs. Borralho    | 24 de agosto de 2024     | 1     | 4:39   | Las Vegas, Nevada   | Actuación de la Noche. |
| Victoria  | 16–0   | Jake Matthews            | Decisión (unánime)   | UFC Fight Night: Allen vs. Craig       | 18 de noviembre de 2023  | 3     | 5:00   | Las Vegas, Nevada   |                        |
| Victoria  | 15–0   | Max Griffin              | Decisión (unánime)   | UFC on ESPN: Strickland vs. Magomedov  | 1 de julio de 2023       | 3     | 5:00   | Las Vegas, Nevada   |                        |
| Victoria  | 14–0   | Adam Fugitt              | TKO (golpes)         | UFC 277                                | 30 de julio de 2022      | 3     | 1:09   | Dallas, Texas       |                        |
| Victoria  | 13–0   | Trevin Giles             | TKO (golpes)         | UFC 270                                | 22 de enero de 2022      | 1     | 4:06   | Anaheim, California |                        |
| Victoria  | 12–0   | Nikolay Veretennikov     | Decisión (unánime)   | Dana White's Contender Series 40       | 21 de septiembre de 2021 | 3     | 5:00   | Las Vegas, Nevada   |                        |
| Victoria  | 11–0   | Miguel Arizmendi         | TKO (golpes)         | UWC México 26                          | 30 de abril de 2021      | 2     | 4:02   | Tijuana             |                        |
| Victoria  | 10–0   | Ricardo Centeno          | KO (puñetazos)       | EMMA 17 - Centeno vs Morales           | 3 de octubre de 2020     | 1     | 4:15   | Quito               |                        |
| Victoria  | 9–0    | Daniel Luigy Bastidas    | TKO (parada médica)  | EMMA 16 - Extreme MMA                  | 1 de agosto de 2020      | 1     | 2:01   | Guayaquil           |                        |
| Victoria  | 8–0    | Mario Navarrete          | TKO (golpes)         | BFL 5: Machala                         | 12 de febrero de 2020    | 2     | 2:45   | Machala             |                        |
| Victoria  | 7–0    | Gregoris Cisneros        | Sumisión (triángulo) | BFL 4                                  | 14 de diciembre de 2019  | 1     | 1:58   | Cuenca              |                        |
| Victoria  | 6–0    | Erick Zambrano           | TKO (golpes)         | Pasaje Combat 1 - Morales vs. Zambrano | 8 de noviembre de 2019   | 1     | 1:55   | Pasaje              | Regresó a peso wélter. |
| Victoria  | 5–0    | Mathias Salazar          | TKO (golpes)         | MTT2- Salazar vs. Morales              | 6 de septiembre de 2019  | 1     | 1:40   | El Guabo            | Pelea de peso ligero.  |
| Victoria  | 4–0    | Óscar Ravello            | TKO (parada esquina) | FFC 39: Bananada vs. Zarauz 2          | 17 de julio de 2019      | 2     | 5:00   | Lima                | Pelea de peso wélter.  |
| Victoria  | 3–0    | Leonardo Blasco          | Decisión (unánime)   | TFC 2                                  | 8 de diciembre de 2018   | 3     | 5:00   | La Troncal          | Debut en peso ligero.  |
| Victoria  | 2–0    | Álvaro Vacacela Guerrero | TKO (parada médica)  | OFC 5                                  | 24 de marzo de 2018      | 1     | 5:00   | Santa Rosa          |                        |
| Victoria  | 1–0    | Álvaro Vacacela Guerrero | TKO (golpes)         | OFC 4                                  | 19 de agosto de 2017     | 2     | 3:15   | Pasaje              | Debut en peso wélter.  |